# دكرمهم (حديبو)

تعديل مصدري - تعديل

دكرمهم إحدى قرى مديرية حديبو التابعة لمحافظة سقطرى، بلغ تعداد سكانها 95 نسمة حسب تعداد اليمن لعام 2004.